# Teddy Swims
Teddy Swims, pseudonimo di Jaten Collin Dimsdale (Conyers, 25 settembre 1992), è un cantautore statunitense.
Grazie alla pubblicazione di alcune cover sul suo canale YouTube, tra il 2019 e il 2020 Swims ha iniziato ad attirare l'attenzione del pubblico online. Con il suo terzo EP Tough Love, pubblicato nel 2022, l'autore ha fatto la sua prima comparsa nella classifica degli album statunitensi Billboard 200. Swims ha ottenuto la fama mondiale grazie al singolo Lose Control del 2023, il quale durante il 2024 ha raggiunto la vetta di diverse classifiche globali tra cui la Billboard Hot 100.  Il primo album in studio dell'artista, I've Tried Everything but Therapy (Part 1), è stato pubblicato nel settembre 2023.

## Biografia

### Inizi e infanzia
Cresciuto a Conyers, nello Stato della Georgia, Swim si è avvicinato sin dalla tenera età alla musica soul grazie al padre, ascoltando artisti come Marvin Gaye, Stevie Wonder e Al Green. La famiglia di Swims è sempre stata molto appassionata di football, motivo per cui l'autore ha praticato tale sport per circa 10 anni. Durante il suo secondo anno di liceo un suo professore gli consigliò di frequentare una scuola di musical.
Swims scoprì la passione per il canto proprio grazie alla sua esperienza con il teatro, recitando in alcune opere di Shakespeare e in Joseph and the Amazing Technicolor Dreamcoat. Nel frattempo l'autore cominciò a suonare il pianoforte e l'ukulele, guardando anche video su YouTube per migliorare le tecniche vocali.

### 2019: esordi
Swims ha iniziato la sua carriera musicale militando in diversi gruppi operativi nella zona di Atlanta, tra cui la band di rock alternativo WildHeart e gli Eris. Ha anche ricoperto il ruolo di frontman della band rock-soul Elfvnts.
Agli inizi del 2019 un amico di Swims, Addy Maxwell, gli ha proposto alcune parti rap su delle basi da lui create, riuscendo ad ottenere in seguito anche la possibilità di esibirsi come artista d'apertura per il tour statunitense di Tyler Carter. Da qui iniziò a utilizzare il nome d'arte Teddy Swims, un richiamo al soprannome che aveva durante l'infanzia il quale gli era stato dato per via della sua stazza. Inoltre, lo pseudonimo richiama l'acronimo "qualcuno che a volte non sono io" utilizzato su internet, in riferimento all'idea che l'artista integra diverse parti della sua personalità.
A giugno dello stesso anno, Swims ha pubblicato su YouTube la sua primissima cover, una reinterpretazione del brano Rock with You di Michael Jackson. Il suo canale YouTube si è poi popolato di altre sue cover di diversi generi musicali, tra cui brani di Lewis Capaldi, Chris Stapleton, Amy Winehouse e H.E.R.. La cover del brano You're Still the One di Shania Twain, caricata nell'ottobre 2019, è diventata il suo video più visto, accumulando 153 milioni di visualizzazioni a gennaio 2024. Dopo essere riuscito ad ottenere milioni di visualizzazioni su YouTube e ad aver pubblicato in maniera indipendente il brano Night Off, Swims ha ottenuto un contratto discografico con l'etichetta Warner Records.

### 2020–2021:Unlearning
Nel gennaio 2020 Swims ha pubblicato il suo primo singolo tramite etichetta discografica, Picky, imbarcandosi nello stesso mese nel primo tour da artista principale. Nei mesi seguenti ha pubblicato diverse cover, tra cui Blinding Lights a maggio, What's Going On a giugno e You're Still The One a luglio, che aveva però già caricato su YouTube l'anno precedente. Ad agosto l'autore ha pubblicato il suo secondo singolo, Broke, realizzando nel successivo ottobre una versione alternativa con la partecipazione di Thomas Rhett.
A febbraio 2021, Swims ha pubblicato il singolo My Bad, eseguito dal vivo in occasione del The Kelly Clarkson Show, che gli ha concesso di ottenere la qualifica di Artista che si deve conoscere da parte della rivista Rolling Stone. Rispettivamente a marzo e a aprile dello stesso anno seguono i singoli Till I Change Your Mind e Bed On Fire, esibendosi con i brani durante il The Late Show with Stephen Colbert e, in seguito, ripubblicati come collaborazione con Ingrid Andress.
A maggio l'autore pubblica il suo primo EP, Unlearning, composto da un totale di sette tracce. Durante l'estate ha partecipato come artista di supporto al tour della Zac Brown Band.

### 2021–2022:Tough Love
Ad agosto 2021 Swims ha pubblicato il singolo Simple Things, con il quale si è esibito durante il The Late Late Show with James Corden a settembre e al The Today Show a novembre.
Anticipato dal singolo 911, nel gennaio 2022 Swims pubblica il suo terzo EP, dal tiolo Tough Love. L'EP fa ingresso nella classifica degli album statunitensi, la Billboard 200, raggiungendo la posizione 200 e diventando il primo sforzo discografico dell'artista a comparire in una classifica. Lo stesso mese, l'artista si è esibito con il brano Love for a Minute durante il Late Night with Seth Meyers, mentre a febbraio è stato ospite del The Ellen DeGeneres Show esibendosi con il singolo 911. Per supportare l'EP, Swims ha intrapreso un tour di tre mesi in America del Nord e in Europa da febbraio a giugno. Nello stesso anno l'artista ha collaborato con Meghan Trainor nel brano Bad For Me, pubblicato il 24 giugno come primo estratto dall'album della Trainor Takin' It Back. I due artisti hanno eseguito il brano dal vivo a giugno, durante il Jimmy Kimmel Live!, mentre ad agosto sono stati ospiti del The Late Late Show with James Corden. Durante l'anno Swims ha partecipate a diverse collaborazioni con gli artisti Mitchell Tenpenny, Illenium, MK & BURNS e TELYKAST.
Ad agosto Swims ha pubblicato una cover di Don't Stop Believin' dei Journey. Swims ha preso parte come ospite ad America's Got Talent, esibendosi con il brano insieme al vincitore della 14ª edizione Kodi Lee e con il chitarrista dei Journey Neal Schon. A settembre il cantante è stato impegnato in un tour di 7 settimane negli Stati Uniti.

### 2022–presente:Sleep Is Exhausting,I've Tried Everything but Therapy (Part 1)e successo internazionale
Dopo aver pubblicato i singoli Dose, 2 Moods, Someone Who Loved You e Devil in a Dress, il 4 novembre 2022 Swims pubblica il suo quarto EP, intitolato Sleep Is Exhausting.
Durante il corso del 2023 Swims collabora con diversi artisti, tra cui Armin van Buuren & Matoma, X Ambassadors, Marren Morris, Meghan Trainor e Elley Duhé. A marzo annuncia il suo tour internazionale I've Tried Everything But Therapy Tour, il quale prevede concerti nel Regno Unito, Irlanda, Australia, Germania, Paesi Bassi e Nuova Zelanda a luglio e agosto. Nello stesso anno Swims si esibisce anche durante diversi festival musicali, tra i quali BottleRock, Bamboozle, Boston Calling, TRNSMT e Latitude.
Nel giugno 2023 l'autore fa la prima comparsa nella Billboard Hot 100, la classifica dei singoli statunitensi, con il singolo Lose Control, il quale debutta alla posizione 99. Il brano viene inserito nell'album di debutto del cantate, dal titolo I've Tried Everything but Therapy (Part 1), pubblicato il 15 settembre 2023. L'album si è classifica nella Top 30 della Billboard 200, raggiungendo la 25ª posizione. Lose Control è divenuta una sleeper hit, consentendo a Swims di godere del riconoscimento internazionale: durante i primi mesi del 2024 il brano ha scalato le classifiche internazionali, raggiungendo la prima posizione negli Stati Uniti, Belgio, Svizzera e Lussemburgo e raggiungendo la Top 10 nel Regno Unito, Australia, Canada, Nuova Zelanda, Paesi Bassi e in altre dodici classifiche europee.
Nel 2024 l'autore annuncia nuove date del suo I've Tried Everything But Therapy Tour.

## Discografia

### Album in studio
- 2023 – I've Tried Everything but Therapy (Part 1)
- 2025 – I've Tried Everything but Therapy (Part 2)
- 2025 – I've Tried Everything but Therapy (Complete Edition)

### EP
- 2021 – Unlearning
- 2021 – A Very Teddy Christmas
- 2022 – A Tough Love
- 2022 – Sleep Is Exhausting

### Singoli

#### Come artista principale
- 2019 – Someone You Loved
- 2019 – Rivers
- 2019 – Night Off
- 2019 – I Can't Make You Love Me
- 2020 – Picky
- 2020 – Blinding Lights
- 2020 – What's Going On
- 2020 – You're Still the One
- 2020 – Broke
- 2020 – Please Come Home for Christmas
- 2020 – Silent Night
- 2021 – My Bad
- 2021 – Till I Change Your Mind
- 2021 – Bed on Fire
- 2021 – Simple Things
- 2021 – Please Turn Green
- 2022 – 911
- 2022 – Amazing
- 2022 – Loveless (con Telykast)
- 2022 – Dose
- 2022 – 2 Moods
- 2022 – All That Really Matters (con Illenium)
- 2022 – Don't Stop Believin'
- 2022 – Someone Who Loved You
- 2022 – Devil in a Dress
- 2023 – What More Can I Say
- 2023 – Lose Control
- 2023 – Some Things I'll Never Know (feat. Maren Morris)
- 2023 – Easy to Love (con Armin van Buuren e Matoma)
- 2023 – The Door
- 2023 – Face Myself (con Elley Duhé)
- 2023 – Happy People (con X Ambassadors e Jac Ross)
- 2024 – Dirty (con Jessie Murph)
- 2024 – Bad Dreams
- 2025 – Are You Even Real (feat. Giveon)
- 2025 – Guilty
- 2025 – Sometimes (con Tiago PZK)
- 2025 – God Went Crazy

#### Come artista ospite
- 2022 – Elephant in the Room (Mitchell Tenpenny feat. Teddy Swims)
- 2022 – Free The (One OK Rock feat. Teddy Swims)
- 2022 – Bad for Me (Meghan Trainor feat. Teddy Swims)
- 2022 – Better (MK & Burns feat. Teddy Swims)
- 2023 – New Religion (All Time Low feat. Teddy Swims)

## Tournée

### Come artista principale
- 2022 – US Fall Tour[41]
- 2022 – Tough Love World Tour[42]
- 2023 – Summer International Tour[43]
- 2023/24 – I've Tried Everything But Therapy Tour[44][45]

### Come artista a supporto
- 2021 – Zac Brown Band[18]
- 2023 – Starcatcher Tour (con i Greta Van Fleet)[46]